# 12년의 밤
12년의 밤(La noche de 12 anos, A Twelve-Year Night)은 프랑스에서 제작된 알바로 브레히너 감독의 2018년 드라마 영화이다. 치노 다린 등이 주연으로 출연하였다.

## 출연

### 주연
- 치노 다린
- 세자르 트론코소

### 조연
- 솔레다드 빌라밀
- 미렐라 파스쿠알
- 안토니오 데 라 토르레